# Cosmopolitana
Cosmopolitana è un album del cantautore italiano Tullio De Piscopo, pubblicato dall'etichetta discografica EMI nel 1993.
L'album, disponibile su long playing, musicassetta e compact disc, è prodotto da Willy David insieme allo stesso interprete.
Il brano Qui gatta ci cova è stato presentato al Festival di Sanremo 1993, dove si è classificato al 13º posto nella sezione "Campioni".

## Tracce

### Lato A
1. Cosmopolitana – 4:25
2. Lola – 4:10
3. Concerto italiano – 4:06
4. Movimento in do minore – 6:34
5. Uomini o no – 4:24

Durata totale: 23:39

### Lato B
1. Mirame – 3:51
2. Qui gatta ci cova – 4:27
3. Passo dopo passo – 4:54
4. Chi ha mangiato la mela – 3:54
5. Stella regina – 5:30

Durata totale: 22:36